# Annectocyma
Annectocyma is een geslacht van mosdiertjes uit de familie van de Annectocymidae en de orde Cyclostomatida. De wetenschappelijke naam ervan werd in 1985 voor het eerst geldig gepubliceerd door Hayward en Ryland.

## Soorten
- Annectocyma arcuata (Harmelin, 1976)
- Annectocyma australis (Busk, 1852)
- Annectocyma grandipora (Canu & Bassler, 1929)
- Annectocyma major (Johnston, 1847)
- Annectocyma tubulosa (Busk, 1875)

Niet geaccepteerde soort:
- Annectocyma indistincta (Canu & Bassler, 1929) → Harmelinopora indistincta (Canu & Bassler, 1929)